# Havange
Havange település Franciaországban, Moselle megyében. Lakosainak száma 451 fő (2022. január 1.). Havange Fontoy, Angevillers, Boulange, Rochonvillers és Tressange községekkel határos.

## Népesség
A település népességének változása:
| Lakosok száma | 390  | 351  | 317  | 405  | 461  | 452  | 448  | 451  | 451  | 451  |
|               | 1968 | 1982 | 1990 | 2006 | 2013 | 2015 | 2017 | 2019 | 2020 | 2022 |